# Стасенко, Евгений Александрович
Евгений Александрович Стасенко — современный художник, преподаватель изобразительного искусства.

## Биография
В 1979 году поступил на художественно-графический факультет МГЗПИ и в 1984 окончил его.
С 1984 года приступил к педагогической деятельности, преподавал рисунок в строительно-экономическом техникуме на архитектурном отделении.
С 1985 года начал участвовать в художественных выставках. Работы находятся в частных коллекциях в России, США, Греции, Германии, Франции, Италии.
В 1985-86 годах работал преподавателем кафедры живописи художественно-графического факультета МГЗПИ (сейчас Московский государственный гуманитарный университет имени М. А. Шолохова)
В 1985 году поступил на работу в ДК Автомобилистов в качестве руководителя изостудии для взрослых.
В 1986 году начал работать в детском клубе на Бауманской улице.
В 1989-90 годах работал преподавателем пластической анатомии на кафедре сценического костюма школы-студии МХАТ.
В 1991 году вступил в Международную Ассоциацию художников и искусствоведов.
В 1994 году стал лауреатом медали ВВЦ.
С 1998 года член Международного Художественного фонда.
В 2004 году самоучитель Евгения Стасенко «Изостудия, курс изобразительной грамоты» был отмечен дипломом конкурса интернет-проектов «Золотой сайт».
В 2006 году биография опубликована в энциклопедии WHO IS WHO В РОССИИ.
В 2012 году на международной выставке современного искусства «Дни славянского искусства в Германии» картины Евгения Стасенко были отмечены дипломами как экспонаты высокого художественного уровня.
В 2013—2014 годах преподавал основы рисунка в Британской высшей школе дизайна.
С 2015 года живет в Барселоне, Испания.

## Педагогическая деятельность
В 1999 году Евгений Стасенко опубликовал интернете самоучитель изобразительной грамоты «Изостудия». В этом самоучителе была представлена авторская методика обучения изобразительному искусству, включая теорию композиции. Позже этот самоучитель был издан ввиде книги. Автор в предисловии к книге пишет: "Курс «Изостудия» задумывался как своего рода мини энциклопедия. Целью его разработки было в сжатые сроки дать ученикам основы изобразительной грамоты с тем, чтобы далее можно было беспрепятственно приступать к творчеству ... Теорию композиции пришлось выстраивать фактически с нуля, так как традиционные подходы представлялись несколько запутанными из-за смешивания таких понятий как изображенный предмет и элемент композиции".
Также Евгений Стасенко разработал методику Развивающего Рисования для работы с детьми возраста 5-10 лет. В 2010 году Евгения Гордеева, студентка педагогического факультета кафедры педагогики и методики начального образования ПСТГУ, защитила диплом, используя методику Развивающего Рисования. Методика была названа Развивающим Рисованием для того чтобы обозначить отличие этого подхода от обучения профессиональных художников. Автор пишет: "Многие родители хотят, чтобы ребенок рисовал как взрослый художник. Они ожидают от ребенка «правильных» результатов в рисовании и ругают за «неправильные». И, к сожалению, очень многим неизвестен тот факт, что ребенок не способен нарисовать какие-то вещи просто в силу возрастных особенностей развития ... восприятие находится в процессе формирования примерно до 10 лет".
Евгений Стасенко является автором ряда книг по изобразительному искусству. Из них четыре книги посвящены методике Развивающего Рисования для детей 5-10 лет и шесть книг - вопросам композиции в изобразительном искусстве.
В студии Евгения Стасенко обучались художники, которые известны как представители Бауманской школы живописи: Сергей Дородный, Надежда Калягина, Борис Норштейн, Сергей Овсянников, Константин Сутягин, Светлана Сутягина, Александр Шевченко.

## Выставки выборочно
- 2016
  - «Zooming», персональная выставка, Espronceda, Барселона.
- 2013
  - «Лабиринт современности», Artplay, Москва.
- 2012
  - «Дни славянского искусства», Берлин, Германия.
  - «Томодачи То Томодачи То Томодачи Тен», Ниигата, Япония.
  - «Art International Zurich», 14-я Международная ярмарка современного искусства, Цюрих, Швейцария.
- 2011
  - «Скромность/ Modesty», дизайн-завод Флакон, Москва, Россия.
  - «Взгляд на восток», проект Лучиано Бенеттона, Тревизо, Италия.
- 2010
  - «Лабиринт современности» (часть проекта Невыносимая свобода творчества), ДК ВДНХ, Москва, Россия.
  - «Арт Манеж 2010», Москва, Россия.
- 2008
  - «Пейзажи с одинокой фигурой» — арт-центр «Фонд», Москва.
  - Аукцион Коллер. «Русское искусство», Цюрих, Швейцария.
- 2007
  - Первый Московский Международный Фестиваль искусств «Традиции и Современность», Москва, ЦВЗ Манеж.
  - Аукцион Коллер. «Современное российское искусство», Женева, Швейцария.
- 2001
  - «Позволить быть…», персональная выставка, Центральный Дом Художника, Москва.
- 1997
  - «Два лица буддийской Москвы», совместно с И. Балдано — Российский культурный центр, Будапешт.
- 1996
  - «Die Kraft Der Stille», Музей современного искусства, г. Хильдесхайм, Германия.
    - «Art-Kontor», Музей современного искусства г. Франкфурт, Германия.
- 1993
  - Совместная выставка с С. Петерсоном, Кузнецкий мост, 11, Москва.

## Другое
Соавтор очерка-исследования «Авгиевы конюшни нашего времени» о принципиальной возможности нового искусства и его признаках.
Перевел на русский язык книгу Артура Уэсли Доу «Композиция: серия упражнений в художественной структуре для использования студентами и учителями»

## Публикации
- 1990 «La tradition russe» par Marina Grigorovitch, Poitiers.
- 1996 «Die Kraft der Stille. Junge Kunst aus Rußland», Hildesheim State Art Museum, Germany (catalogue).
- 2006 «Биржа плюс карьера» № 38, 27.09.2006
- 2007 «Традиции и Современность» Новое культурное пространство (каталог).
- 2007 «Art contemporain russe», Koller Auction, Geneva, Switzerland (catalogue).
- 2008 «Russische kunst», Koller Auction Zurich, Switzerland (catalogue).
- 2009 «Пушкин» № 2, русский журнал о книгах, издательство Европа.
- 2009 «Новая деревня» № 3 (28).
- 2009 «Двадцать лет не псу под хвост» «Экспо-88» Москва (буклет).
- 2010 «Лабиринт Современности», выставочный проект в рамках проекта «Невыносимая свобода творчества». Юбилейная выставка в ДК ВДНХ, Москва (каталог).
- 2010 «Арт Манеж» 15 Московская художественная ярмарка, компания Петровский парк (каталог).
- 2011 «Looking eastward», Luciano Benetton’s collection, Skira editore S p.A.
- 2012 «Ostwind» Juli 2012, Richard Verlag.

## Галерея

### Живопись

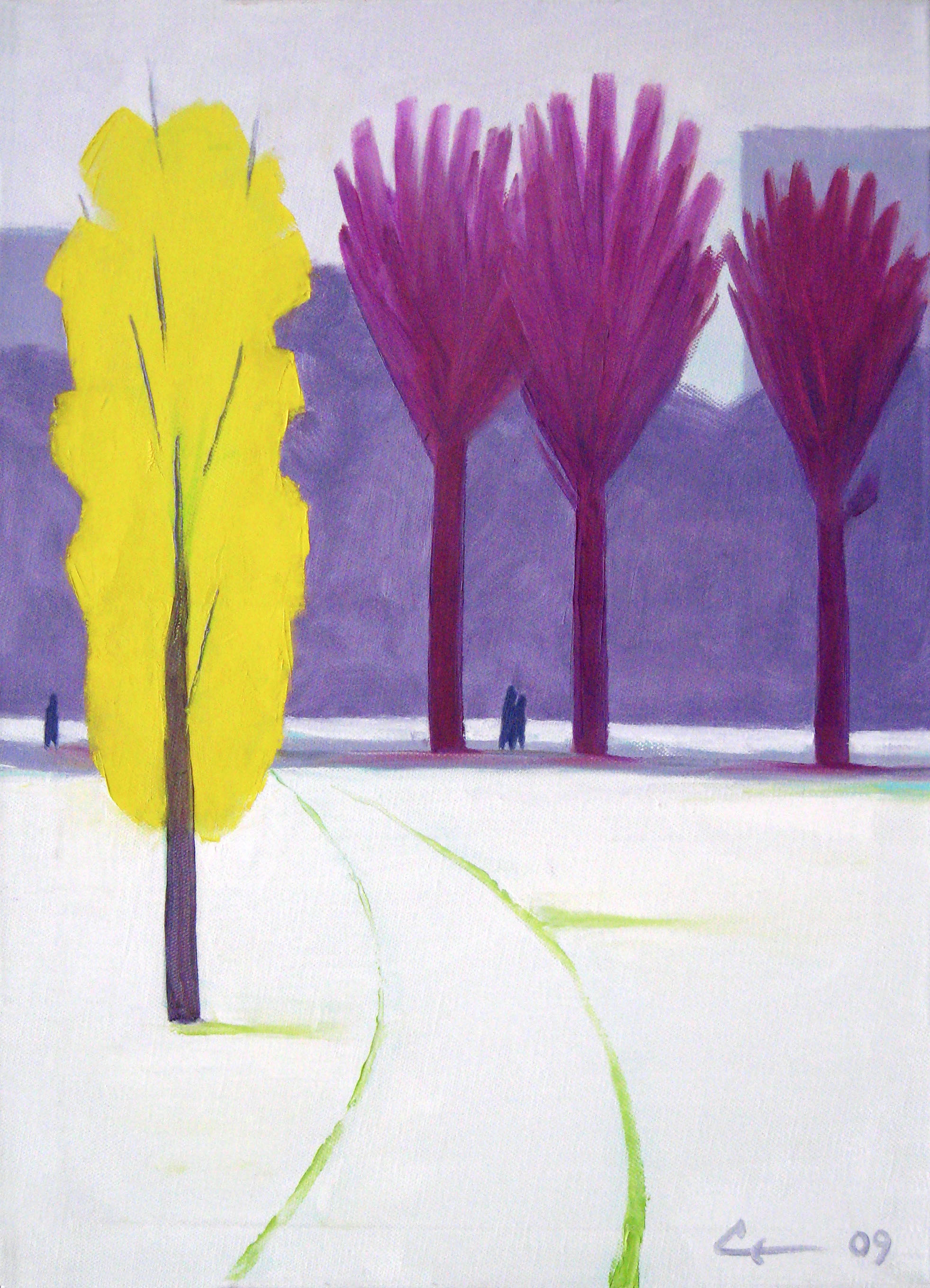
Первый снег 2009 г. 70х50 см, х., м.
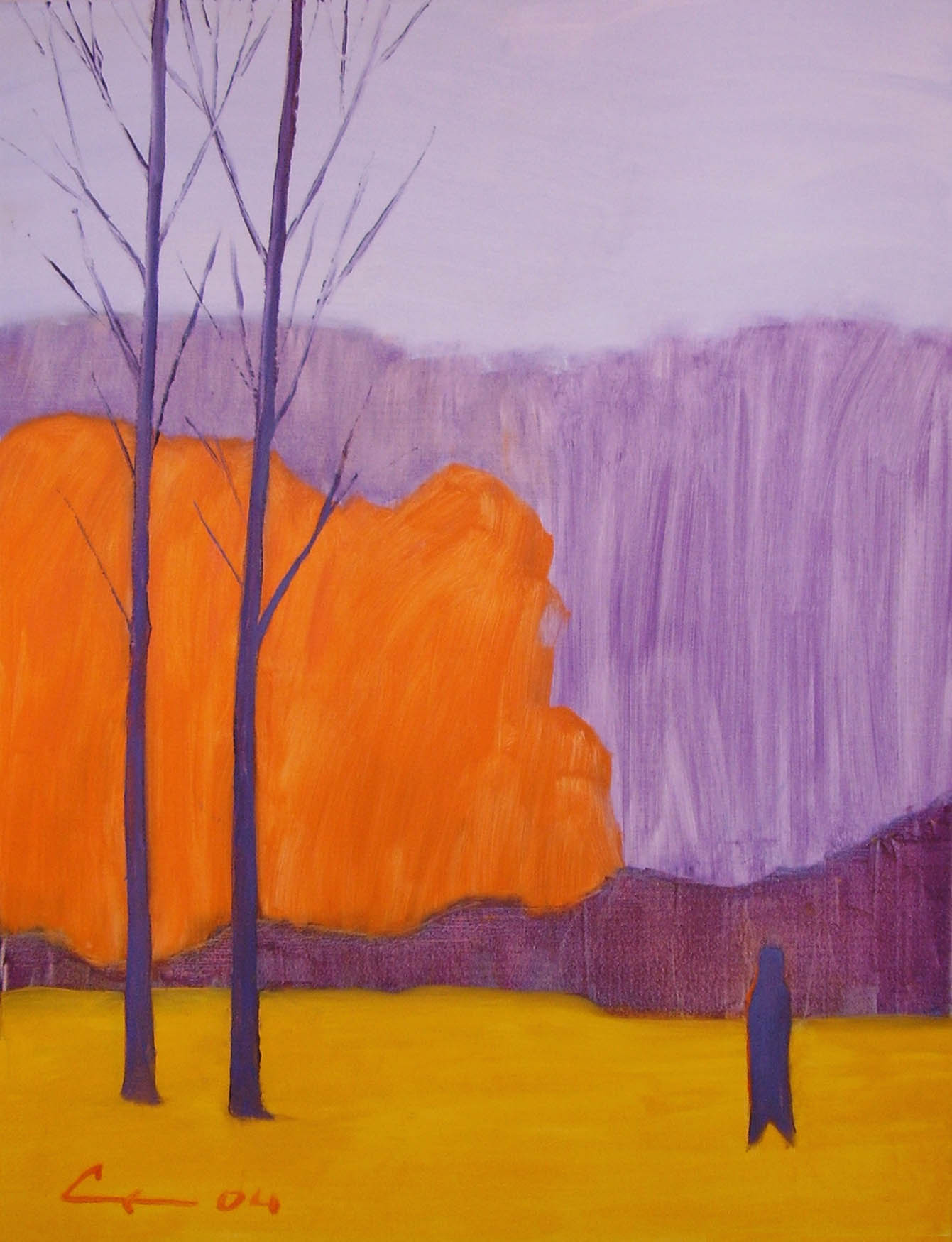
Листопад 2004 г. 80х60 см, х., м.
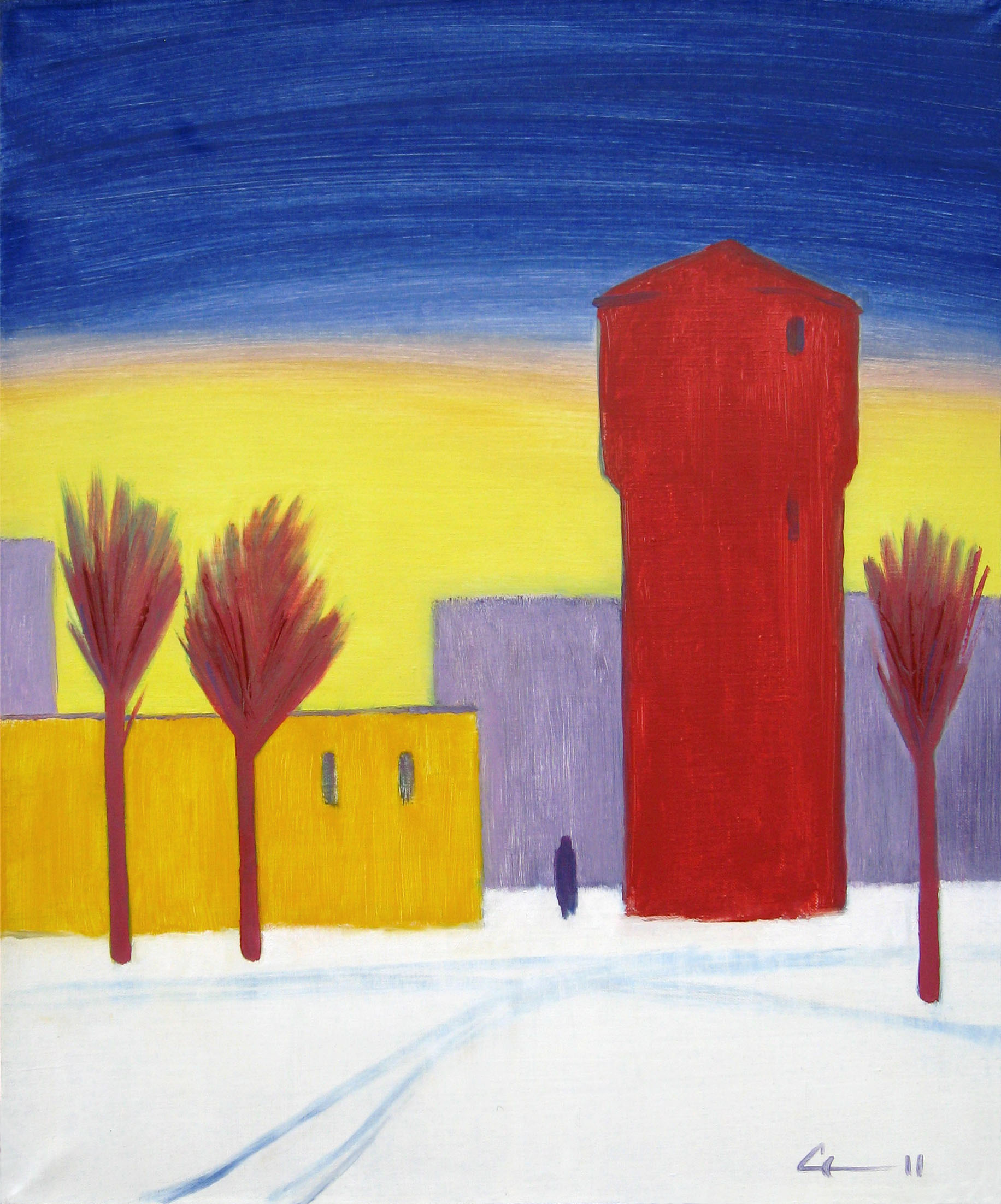
Март 2011 г. 60х50 см, х., м.
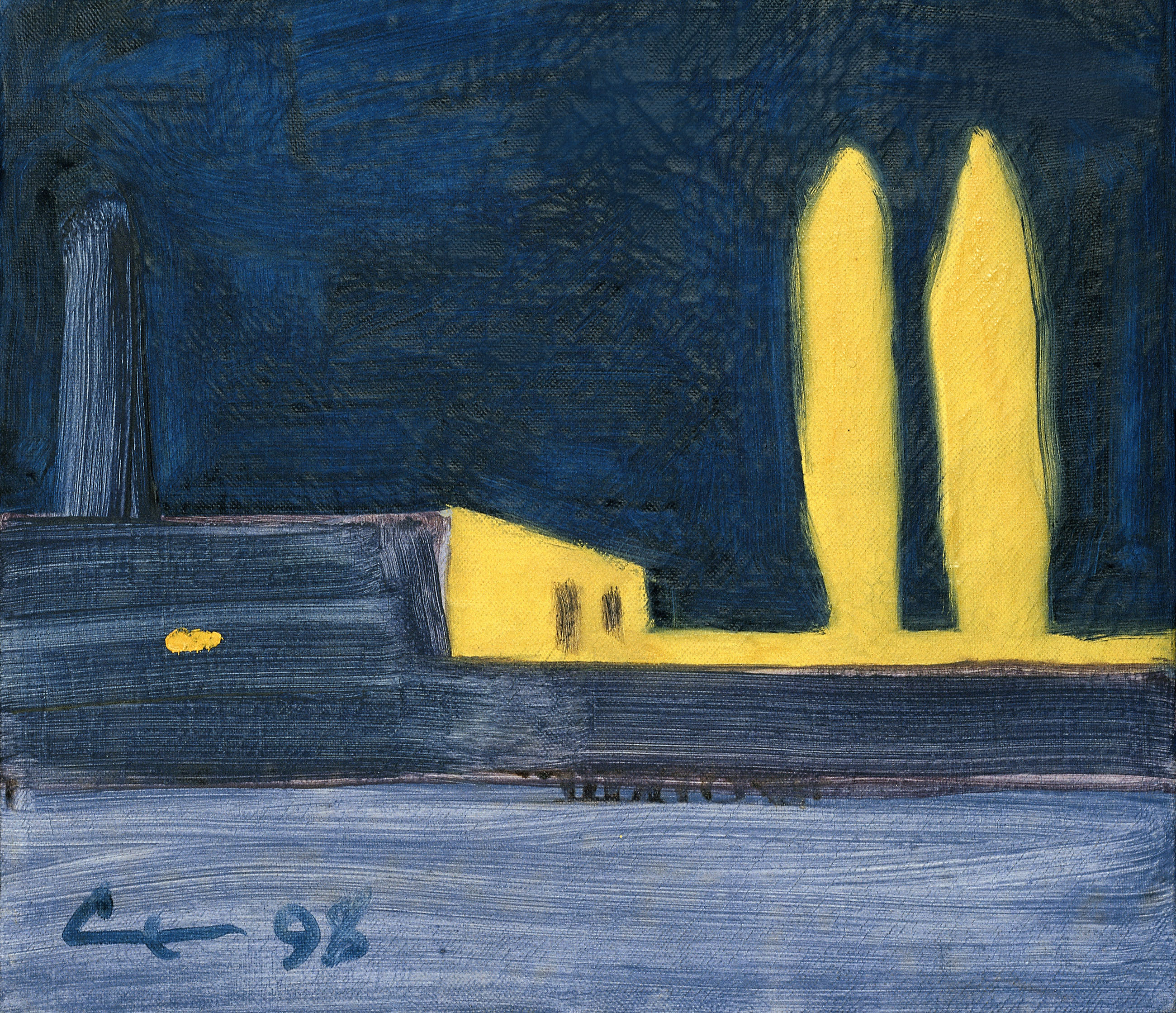
Другой берег 2 1998 г. 36х40 см х., м.
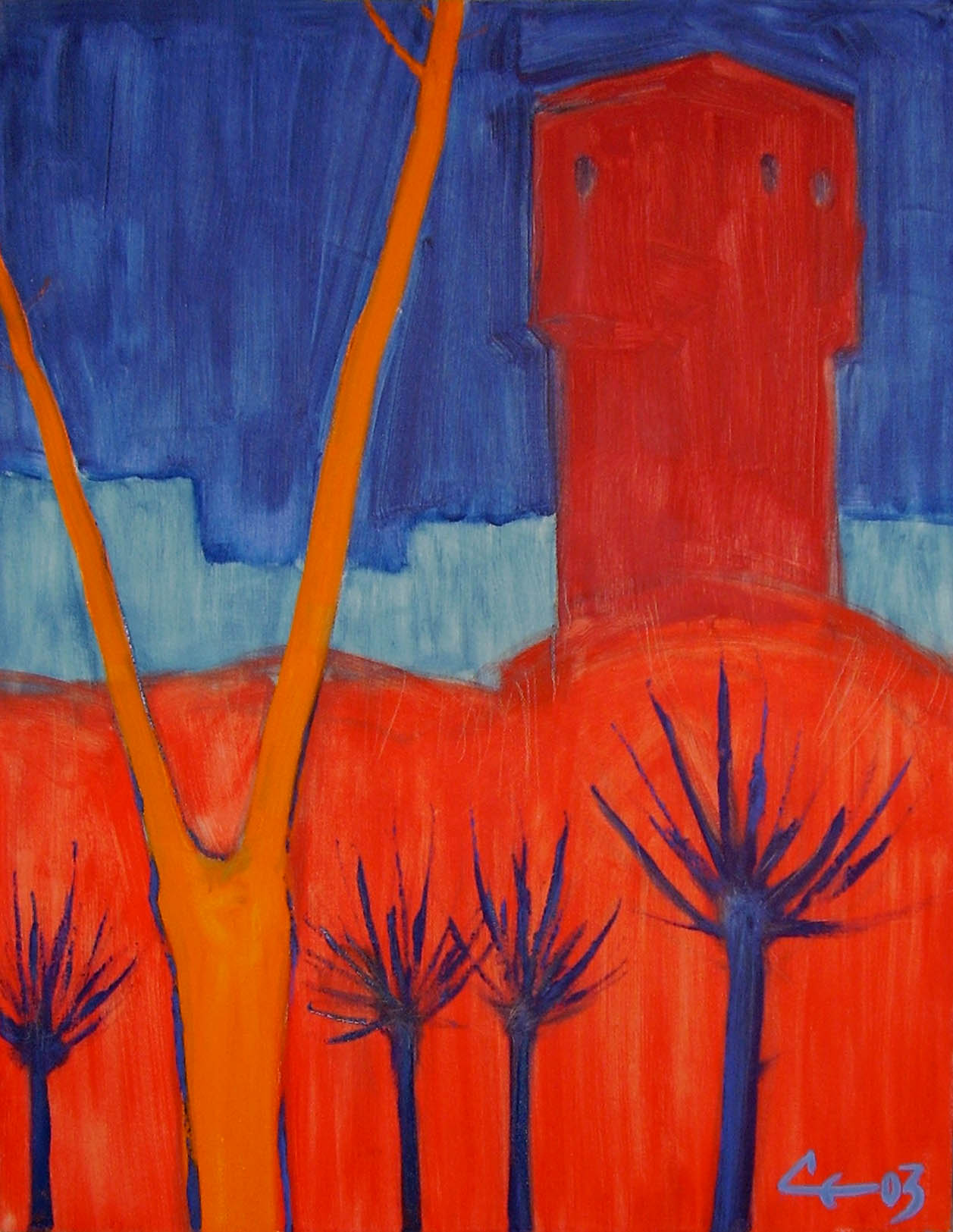
Водокачка 2003 г. 80х60 см х., м.
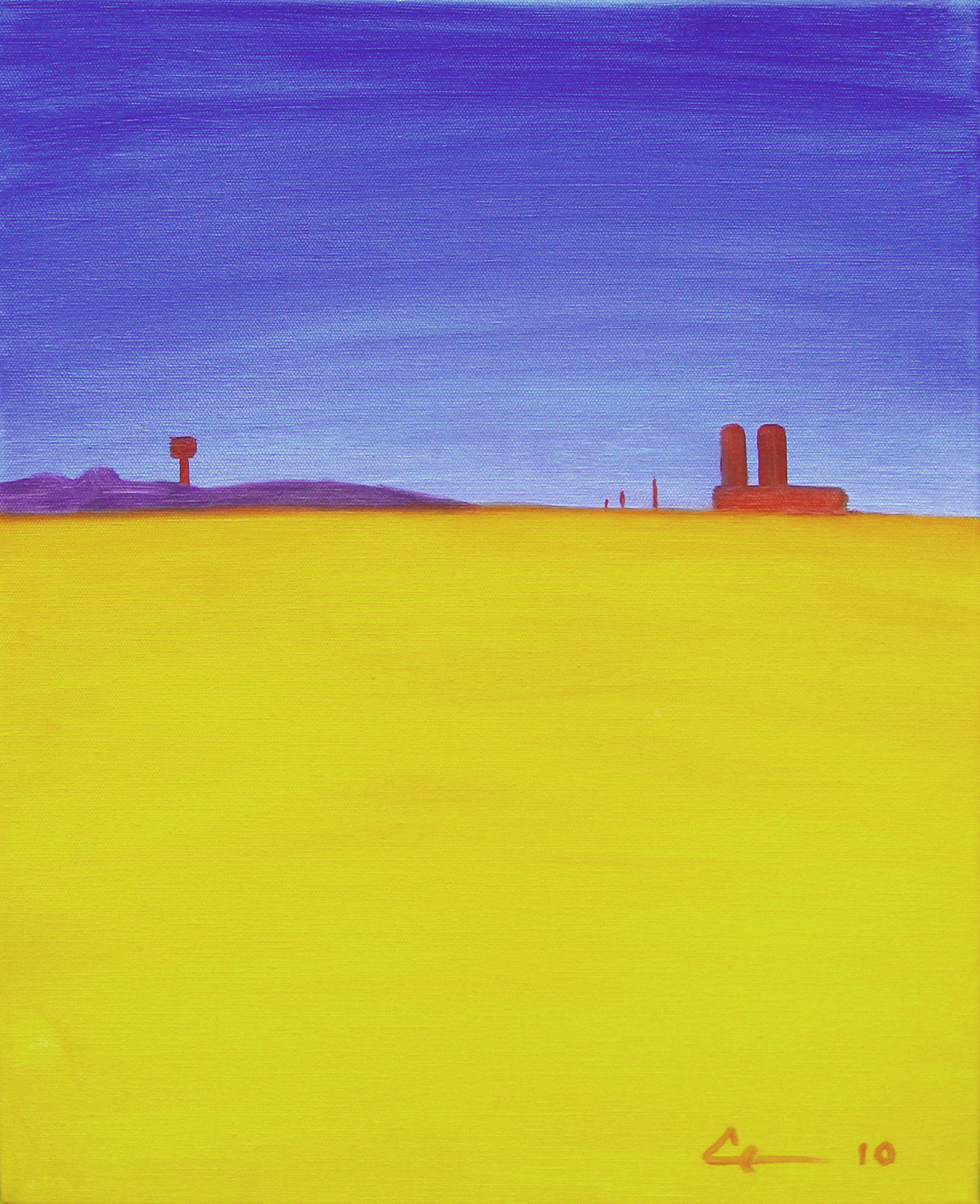
Пшеница 2010 г. 50х40 см, х., м.
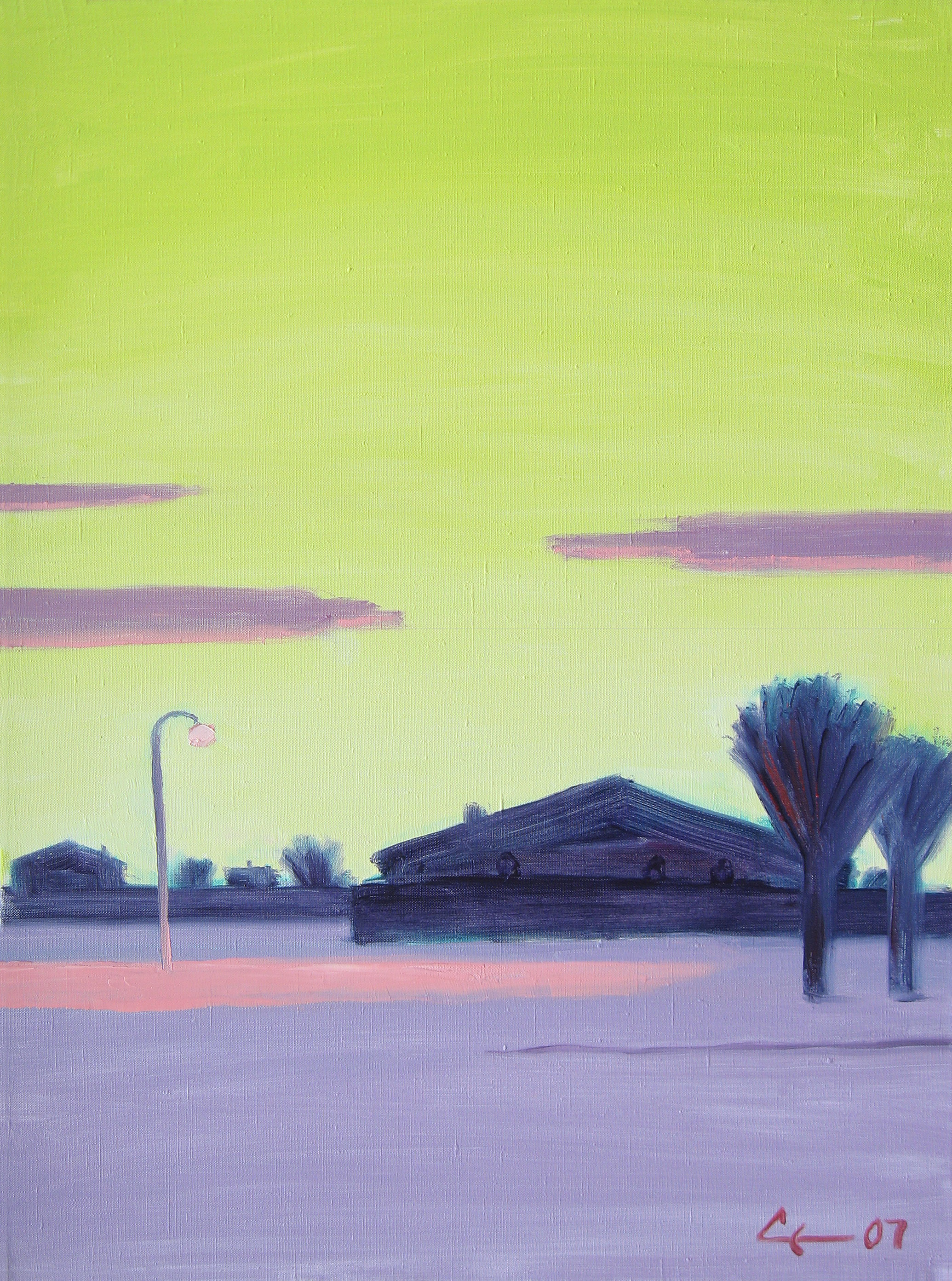
Зимний рассвет 2007 г. 80х60 см, х., м.